# 872
سنة 872 م كانت سنة كبيسة تبدأ يوم الثلاثاء (الرابط يظهر نموذج التقويم الكامل للسنة) من التقويم اليولياني. بدأت تسمية السنة ب872 منذ العصور الوسطى المبكرة، عندما أصبح تقويم أنو دوميني هو الأسلوب السائد في أوروبا لتسمية السنوات.

## مواليد
- كي نو تسورايوكي

## وفيات
- أبو إسحاق الجوزجاني
- أدريان الثاني